# 山麥冬
山麥冬（学名：Liriope spicata），又稱土麥冬、湖北麦冬，为天門冬科山麦冬属下的一个植物种。

## 分布範圍
分布於台灣、中國、日本、韓國、琉球、越南。

## 形态
多年生常绿草本，近末端處膨大成紡錘形小塊根；根稍粗且分支多，木质的根状茎短，有地下匍匐茎；節上有膜質苞片；葉基生成叢，葉條形，且為平行脈，葉長約20至50公分，寬約0.4至0.8公分，中脉较明显，先端尖或鈍形；秋季开淡紫色花，而不是麥冬的白花；花葶一般比叶子长，总状花序花多而小，每3～5朵簇生苞片腋内，花序從葉叢抽出；子房壁于花后萎谢，花期為6～7月；黑色浆果状种子，成半生果期為7～8月。

## 栽培
喜溫暖和濕潤氣候。宜土質疏鬆、肥沃、排水良好的壤土和沙質壤土，全日照或半遮陰環境皆可，耐陰性強、耐旱。以分株或種子繁殖。

## 性能
性寒、味甘、微苦，對清心、除煩、生津解渴、潤肺止咳、養陰潤肺、內熱消渴、失眠、腸躁便秘等症狀有療效。《神農氏草經》：「氣味甘、平，無毒。主心腹結氣，傷中傷飽，胃脈絕，羸瘦，短氣。久服輕身不老不飢。」

## 用法
1.治虛熱上攻、脾肺有熱、咽喉生瘡：麥門冬1兩，黃連5錢，上為末，蜜丸如梧桐子大，每服30丸，食前麥門冬湯下。
2.治陰虛之咳嗽、咽痛、音啞：麥門冬、天門冬各1斤，蜂蜜半斤，熬膏每服3～5錢，溫開水送服。
3.治熱病後期、津液不足，大便秘結：麥門冬加生地、元參各5錢、水煎服。
4.治齒縫出血：麥門冬煎湯漱之。

## 其他用途
1. 過濾空氣中的甲醛、 氨、二甲苯和甲苯。
2. 種植在淺根樹下和沿著溪流或池塘。可以幫助穩定河岸或斜坡上的土壤。

## 外部連結
- 山麥冬 Shanmaidong （页面存档备份，存于） 藥用植物圖像數據庫 (香港浸會大學中醫藥學院) （繁體中文）（英文）
- 山麥冬 中藥材圖像數據庫  (香港浸會大學中醫藥學院) （中文）（英文）